# Frauentál
Frauentál (německy Hochofen) je osada, která stávala v katastrálních územích Přimda a Svatá Kateřina u Rozvadova při dnešní silnici II/605 na západ od Václavského rybníka. Po administrativní stránce spadal pod Svatou Kateřinu, která je částí Rozvadova.
První písemná zmínka o osadě, pod názvem Hochofen, se objevuje v pozemkových knihách k roku 1726. Vrchností zvolený název Frauenthal se v té době příliš neuchytil. Na mapě z 19. století je zachycen znovu pod názvem Hochofen a spolu s ním i jeho části Neue a Alte Zahnhammer. Od roku 1716 v osadě fungovala železárna zpracující železnou rudu z dolů v Zirkwaldu u Rozvadova. Její provoz byl ukončen k roku 1872 a v letech 1886–1925 ji nahradila sklárna fungující jako poslední na Tachovsku. Obydlena byla osada zřejmě i poté, neboť se o ní jako o skupině chalup zmiňuje v roce 1929 Alois Chytil. Neuvádí však počet obyvatel, ani počet domů. K zániku osady došlo po odsunu německého obyvatelstva po roce 1945. Dnes jsou zde patrné vodní náhony a torza průmyslových objektů.